# داريوس غوف
داريوس غوف هو سياسي أمريكي، ولد في 10 مايو 1809 في Rehoboth, Massachusetts ‏ في الولايات المتحدة، وتوفي في 14 أبريل 1891 في بوتكيت في الولايات المتحدة. انتخب عضو مجلس ولاية رود آيلاند ‏.